# Воловий форум
Воло́вий фо́рум (лат. Forum Bovis; греч. ὁ Bοῦς) — одна из площадей Константинополя византийской эпохи (ныне Стамбул). Согласно Notitia, «форумом» не называлась. Построенная в IV веке, находилась на основной, юго-западной ветви главной улицы города Месы между форумом Аркадия на западе и Филадельфионом (где Меса раздваивалась) на востоке. Здесь торговали скотом и проводили публичные казни. С исчезновением Византийской империи разрушена и до наших дней не сохранилась.

Карта византийского Константинополя. Воловий форум расположен в месте, где проходит подземное русло реки Ликос

## Местоположение
Располагалась приблизительно в середине Месы. Здесь Меса несколько меняла своё направление и отклонялась с запада на юго-запад. Площадь лежала в долине реки Ликос между седьмым и третьим холмами Константинополя. Административно принадлежала XI региону (кварталу) города.
О ее местоположении говорится в труде «О церемониях» императора Константина VII Багрянородного (пр. 913—959). Автор пишет, что две церемониальные процессии, начинавшиеся у Большого дворца и каждый год направленные поочерёдно в сторону храмов Живоносного Источника и Святого Мокия, обязательно проходили через Воловий форум. При этом известно, что площадь лежала восточнее форума Аркадия и плато Ксеролофоса, но западнее Филадельфиона и Амастрианы. Кроме того в его районе Меса пересекала русло р. Ликос. Исходя из этого, площадь находилась в современном районе Стамбула Аксарай. 
Пожары, опустошавшие Стамбул в XIX и XX веках, ни разу не коснулись соответствующего квартала.
Согласно одному источнику, в 1950-х годах форум можно было ещё узнать по пустырю, с севера ограниченному 7—8-метровыми террасами. В 1956 году, когда началось масштабное строительство двух больших дорог - бульвара Аднан Мендерес Ватан и ул. Тургут Озал Миллет, проходящих через исторический центр Стамбула, за южной стеной мечети Мурад-паши, где соединялись обе дороги, были найдены два столба высотой 2 м с основаниями размером 3 × 4 м. Возможно, они принадлежали триумфальной арке форума. Помимо столбов, строители также наткнулись и на другие отдельные строительные фрагменты. При этом, в 1968—1971 годах, при строительстве большой транспортной развязки (перекресток Аксарай, связывающий упомянутые дороги с ул. Орду и пересекающими ее бульваром Ататюрк и ул. Гази Мустафа Кемальпаша) между мечетью Мурад-паши и расположенной в 300 м. восточнее мечетью Пертевниял Валиде Султан остатков древнего форума обнаружено не было. Тем самым, форум мог находиться к югу/юго-востоку от мечети Мурад-паши. Раскопки в указанном месте до сих пор не проводились.

## История

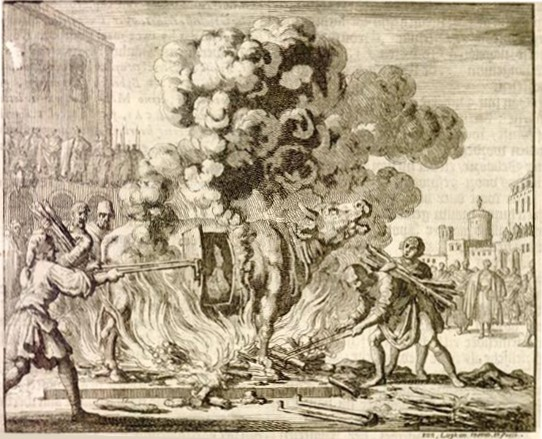
Идеализированное изображение казни с использованием бронзового быка из Пергама

Площадь могла существовать ещё на первичном городском плане Константина Великого; как и остальные форумы Константинополя, Воловий форум, безусловно, был построен где-то в IV веке.
Получила назв. благодаря находившейся в ее центре статуе вола или быка (Bovem aereum). Известно, что первоначально вост., на Форуме Быка (Тавра) расп. статуя быка (по к-рой она получила свое назв.), и к-рая, вероятно, была перенесена на Воловий "форум" после сооружения на Форуме Быка колонны имп. Феодосия I Великого и переименования форума в Форум Феодосия. Предположительно, статуя быка, стоявшая на "Воловьем форуме", была полой и использовалась, как орудие казни - в ней, якобы, сжигали приговорённых к такой мучительной смерти преступников
Как следует из средневизантийского сборника анекдотов и преданий об истории города (выполнявшего, в т.ч. роль путеводителя) «Патрии Константинополя (Пάτρια Κωνσταντινουπόλεως) (инкорпорировал сочинение Parastaseis syntomoi chronikai[en] VIII—IX вв., вошел в сборник Patrologiæ Latinæ) бык привезен в город из Пергама. Упоминание о пергамском быке опираются на легендарное предание о казни св. Антипы: во время первого гонения на христиан при имп. Домициане (81-96) святой Антипа был брошен в храме Артемиды в г. Пергаме в раскалённого медного вола. При этом и расп. такого объекта в храме Артемиды, и послед. использование атрибута мученичества св. Антипы для позорных казней преступников в Константинополе весьма сомнительны.  
При этом, «бык Воловьего форума» в ряде случаев назыв. быком Фаларида, сведения о к-ром являются легендарными. Создан во 2 пол. VI в. до н.э. афинским медником Перилаем (Периллом) для тирана г. Агкаганта (Сицилия) Фалариса. В 262 г. до н.э., во время I Пунической войны, г. Акрагант осаждён римлянами, бык вывезен воинами Ганнибала Гискона в г. Карфаген. Захватив его в 146 г. до н.э. Сципион Африканский вернул быка сицилийским послам.
Неизвестно, какое в действительности «бык Воловьего форума» имеет отношение к Пергамскому быку и "быку Фаларида". Сведения «Патрий» о совершенных на Воловьем форуме казнях с использованием медного быка также противоречивы, содержат анахронизмы, сомнительны.  
Так, согласно им, при имп. Юлиане II Отступнике (361-363) множество христиан якобы сожжено в Константинополе в бронзовом быке. При этом каких-либо «гонений» на христиан в этот период не происходило, а достоверные указания на то, что речь в данном случае должна идти именно о быке на "Воловьем форуме" (который, на тот момент, возможно, там еще не находился) - отсутствуют. В 610 г. в быке якобы сожжено изувеченное тело свергнутого имп. Ираклием узурпатора Фоки (602-610), после чего имп. Ираклий переплавил статую быка в монеты, чтобы оплатить жалование армии в войне против персов. Однако и при имп. Юстиниане II (685-695, 705-711) в быке, якобы, сожжены заговорщики - патриции Феодор и Стефан. 
В период иконоборчества на площади были казненысторонники иконопочитания: 
- святая Феодосия: приняла мученичество в 729 г. при имп. Льве III (717-741), препятствуя осквернению иконоборцами образа Христа над воротами имп. дворца (подвергалась истязаниям в течение недели, после чего, избивая, ее повели по городу, а на Воловьем форуме один из конвоиров, якобы, порезался о валявшийся на земле рог и, разгневавшись, начал бить им Феодосию по голове, а затем ударил им её в горло и проткнул его) – погребена в церк. св. Феодосии (локализация неясна, возможно – меч. Гюль Джами);
- святой Андрей Критский: принял мученичество в 766 г., обличая ересь имп. Константина V Дерьмоименного (схвачен, избит, заточён в тюрьму, после чего, когда его волокли к месту казни, некий торговец рассёк ему ногу ножом, отчего Андрей скончался) – погребен в церк. св. ап. Андрея, позже назыв. церк. св. Андрея «Эн криси» («В суде»).
В 562 году форум, окружённый складами и мастерскими, сгорел дотла. При императоре Юстиниане II он был расширен и украшен.

## Описание
Площадь представляла собой прямоугольник размерами 250 × 300 м. Во времена Византийской империи она была окружена портиками, украшенными барельефами и статуями в нишах. Особенного внимания среди них заслуживают изображения Константина Великого и его матери Елены, держащих вместе позолоченный серебряный крест — композиция, очень распространённая в византийском искусстве.
Рядом с Воловьим форумом стоял дворец Элефтериос, построенный императрицей Ириной (пр. 775—797), а также бани, сооружённые при Феофиле (пр. 813—842) патрикием Никитой.
Форум был должным образом связан с другими важными частями города: улица Меса, ведущая на восток, соединяла его с Амастрианой и Филадельфионом (где сходились юго-западный и северо-западный рукава Месы) и, далее, форумом Феодосия (Бычьим форумом) и форумом Константина. В юго-западном направлении дорога, проходящая через Воловий форум, шла по южному склону седьмого холма Константинополя, достигала Ксеролофоса и форума Аркадия. Оттуда Меса доходила до старых Золотых ворот стены Костантина, затем Сигмы, где раздваивалась - северный рукав шел через Тритон ко Вторым военным воротам (ныне - Белград капысы), а основной, южный - через Катакалон и Псамматию к Золотым воротам стен Феодосия (см. Стены Константинополя).

## В культуре
Воловий форум присутствует в видеоигре Assassin's Creed: Revelations. В 1511 году ассасин Эцио Аудиторе да Фиренце проникает под форум и следует вдоль подземного течения реки Ликос, чтобы найти один из ключей Масиафа. В русской версии игры Воловий форум именуется Бычьим форумом.

## Комментарии
1. ↑  Название происходит от того, что дворец находился в районе ta Eleutheriou и фасадом выходил на одноимённую гавань в Мраморном море.